# Zodiak Belgium
Banijay Belgium (voor 2015 bekend als Kanakna Productions en Zodiak Belgium) is een Vlaams productiehuis van televisieprogramma's dat sinds 2016 een onderdeel vormt van de Banijay Group.

## Geschiedenis
In 1993 werd Kanakna Documentary opgericht in Groot-Bijgaarden door Ludo Poppe en Pascal Decroos. Tot de dood van Decroos eind 1997 maakten ze voornamelijk geëngageerde reportages en documentaires. Daarna werd het aanbod uitgebreid met meer ontspannende realityseries waaronder Het leven zoals het is.
In 1997 werd Zodiak Belgium opgericht in Lint. In 2007 werd Kanakna overgenomen door de toen Scandinavische Zodiak Television Company. In 2008 ging dit televisiebedrijf na een reeks internationale overnames op in het Franse Zodiak Media. Sindsdien wordt ook meer ingezet op dramaseries en humoristische programma's. 
In 2015 werd het merk Kanakna officieel vervangen door Zodiak Belgium. In februari 2016 werd Zodiak Media een onderdeel van de Banijay Group.

## Programma's
Een overzicht producties voor Vlaamse tv-zenders Eén, VTM, VIER en VIJF:
- 16+
- Buck
- De Ambassade
- De naaktkalender
- De Pelgrimscode
- De Vijfhoek
- Duts
- Echte Verhalen: De Buurtpolitie
- Expeditie Robinson
- FC Nerds
- Geert Hoste en het jaar van de hond
- GoGo Stop
- GR5
- Hallo televisie!
- Huizenjagers
- Ik wil ook een lief
- Keukenrebellen
- Mercator
- Mijn Pop-uprestaurant
- Mijn Restaurant
- Nieuw Texas
- Oberon
- Paradise Hotel
- Peking Express
- Peter vs De Rest
- So You Think You Can Dance
- Spelen met uw Leven
- Team Kwistenbiebel
- Temptation Island
- Terra Incognita
- The Block
- Undercover Lover
- Voorbij de grens
- Witte Raven